# Hätte, Seglarvik och Sandvik
Hätte, Seglarvik och Sandvik är sedan 2015 en av SCB avgränsad och namnsatt  tätort i Tranås kommun i Jönköpings län. Delen Hätte bildade dessförinnan en småort med namnet Hätte.

## Befolkningsutveckling
| Befolkningsutvecklingen i Hätte, Seglarvik och Sandvik 2015–2020                                    | Befolkningsutvecklingen i Hätte, Seglarvik och Sandvik 2015–2020 | Befolkningsutvecklingen i Hätte, Seglarvik och Sandvik 2015–2020 | Befolkningsutvecklingen i Hätte, Seglarvik och Sandvik 2015–2020 | Befolkningsutvecklingen i Hätte, Seglarvik och Sandvik 2015–2020 |
| --------------------------------------------------------------------------------------------------- | ---------------------------------------------------------------- | ---------------------------------------------------------------- | ---------------------------------------------------------------- | ---------------------------------------------------------------- |
| |                                                                  |                                                                  |                                                                  |                                                                  |
| År                                                                                                  |                                                                  |                                                                  | Folkmängd                                                        | Areal (ha)                                                       |
| 2015                                                                                                | 2015                                                             |                                                                  | 219                                                              | 70                                                               |
| 2020                                                                                                | 2020                                                             |                                                                  | 259                                                              | 76                                                               |
| Anm.: Ny tätort 2015, delar fanns tidigare som småorten Hätte som 2010 hade 78 invånare på 7 hektar |                                                                  |                                                                  |                                                                  |                                                                  |